# Зосінув
Зосінув (пол. Zosinów) — село в Польщі, у гміні Бедльно Кутновського повіту Лодзинського воєводства.
Населення — 57 осіб (2011).
У 1975-1998 роках село належало до Плоцького воєводства.

## Демографія
Демографічна структура станом на 31 березня 2011 року:
|          | Загалом | Допрацездатний вік | Працездатний вік | Постпрацездатний вік |
| -------- | ------- | ------------------ | ---------------- | -------------------- |
| Чоловіки | 25      | 3                  | 17               | 5                    |
| Жінки    | 32      | 5                  | 16               | 11                   |
| Разом    | 57      | 8                  | 33               | 16                   |